# Asparagus declinatus
Asparagus declinatus är en sparrisväxtart som beskrevs av Carl von Linné. Asparagus declinatus ingår i släktet sparrisar, och familjen sparrisväxter. Inga underarter finns listade i Catalogue of Life.